# 지역자유당
지역자유당(영어: Country Liberal Party)은 오스트레일리아 노던 준주의 정당으로 1974년에 설립했다.